# Billy Murcia
Billy Murcia (Bogotá, 9 de octubre de 1951 - Londres, 6 de noviembre de 1972) fue un músico nacido en Colombia y criado en Jackson Heights, Queens, reconocido por haber sido el baterista original de la banda de glam rock The New York Dolls.

## Carrera
Murcia y el guitarrista Sylvain Sylvain estudiaron en la escuela Quintano para jóvenes profesionales en los años 1960. Fue allí donde Billy se encontró con Johnny Thunders, quien también estudiaba en la institución. Juntos crearon una banda llamada The Pox e hicieron su debut en 1967. Junto con Sylvain fue copropietario de una tienda de ropa llamada The Trust and Soul. Murcia se convirtió en ingrediente fundamental del sonido original de The New York Dolls y tocó en la ya lengendaria serie de shows semanales en el Mercer Arts Center.
Murcia se puede oír tocando en vivo con los New York Dolls en discos como Lipstick Killers: The Mercer Street Sessions, Actress: Birth of the New York Dolls y Private World: The Complete Early Studio Demos 1972–1973.

### Fallecimiento
En 1972, Rod Stewart invitó a la banda a participar en los conciertos de The Faces en Londres. Durante su estancia allí, fue invitado a una fiesta, donde se desmayó por una sobredosis accidental. En un esfuerzo por reanimarlo, fue puesto en un baño de agua caliente mientras le dieron de beber café frío, el cual se derramó por su garganta dando lugar a la asfixia y posteriormente la muerte. Falleció inmediatamente antes de que a la banda le fuera ofrecido un contrato discográfico. En consecuencia, el concierto de Mánchester Hardrock fue cancelado y la banda volvió a Nueva York. Fue sustituido después por Jerry Nolan. El  baterista Marky Ramone confesó que él había audicionado para sustituir a Billy en los Dolls.

### Legado
Johnny Thunders escribió una canción llamada "Billy Boy", en honor al exmiembro de The New York Dolls, incluida en su álbum de 1985 Que será será. David Bowie se refiere a Billy Murcia en su canción "Time" (del álbum Aladdin Sane) en la línea "Demanding Billy Dolls and other friends of mine".